# Gisela Achterberg
Gisela Achterberg (* 16. Dezember 1941 in Bautzen; † 6. Februar 2025) war eine deutsche Malerin, Grafikerin und Plastikerin.

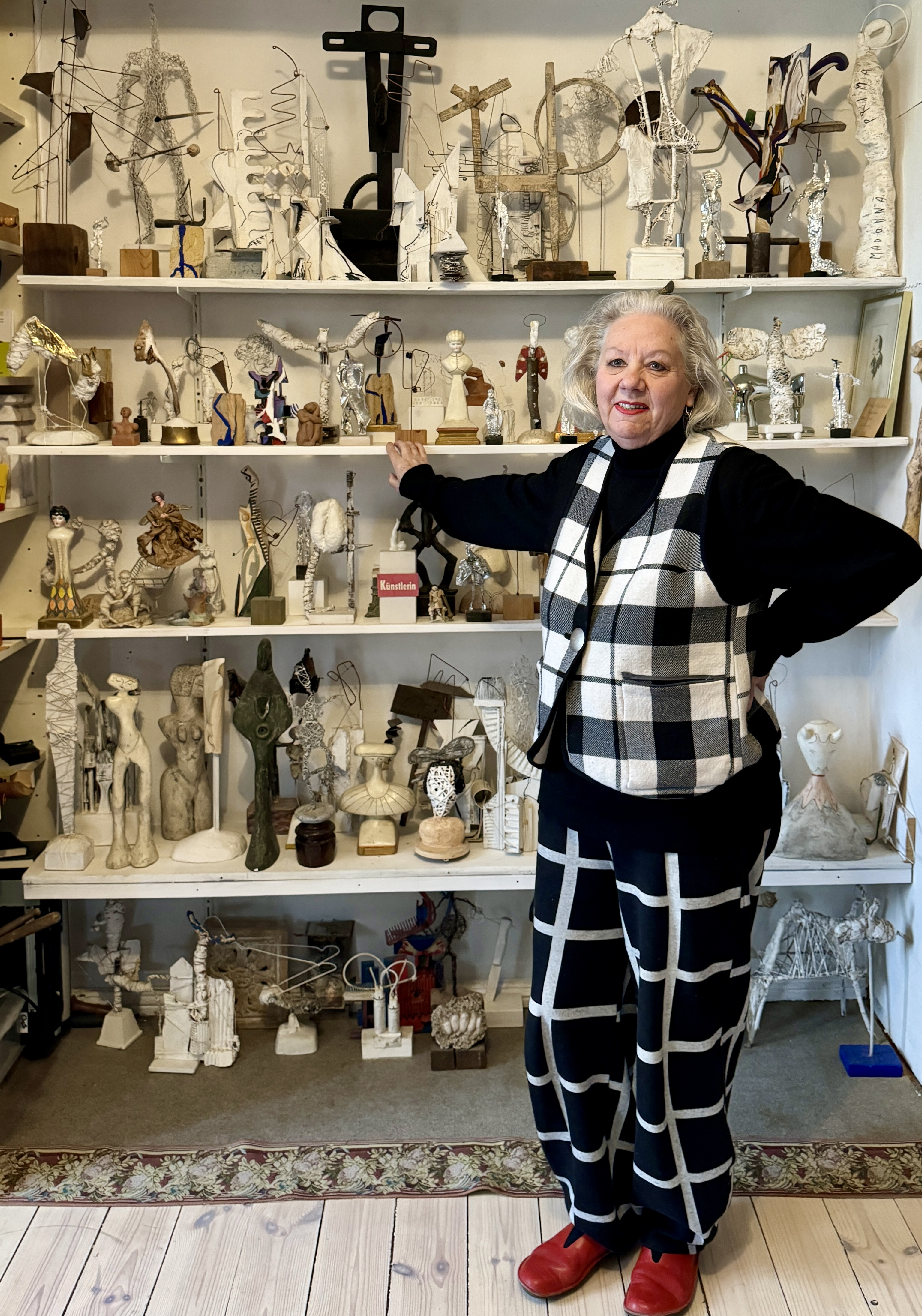
Gisela Achterberg 2024

## Leben
Gisela Achterberg wuchs in der ostsächsischen Stadt Bautzen auf. Schon in der Jugend zeigte sich das Bedürfnis nach musischer Betätigung. Neben dem Gesang in mehreren Chören nahm sie auch Unterricht bei dem Bautzener Maler und Grafiker Gerhard Benzig. Nach dem Abitur an der Friedrich-Schiller-Schule folgte bis 1962 die Schneiderlehre im Bekleidungswerk Seifhennersdorf. Anschließend bestand sie die Aufnahmeprüfung an der Hochschule für bildende und angewandte Kunst Berlin-Weißensee, erhielt jedoch aus politischen Gründen keinen Zugang zum Studium. Ihr Studium der Textiltechnik an der Technischen Universität Dresden von 1968 bis 1972 endete mit dem Abschluss als Diplomingenieurökonom. 1969 lernte sie den Dirigenten und Chorleiter Dietrich Knothe kennen, später wurden die gemeinsamen Töchter geboren.
Mitte der 1970er Jahre etablierte das „Ministerium für das Hoch- und Fachschulwesen der DDR“ ein neues, dem landesweiten Bedarf entsprechendes Fachschulfernstudium zur Restaurierung von Kulturgut in den unterschiedlichen Materialgruppen am Museum für Deutsche Geschichte in Berlin. Ab 1978 arbeitete Gisela Achterberg dort als wissenschaftliche Oberassistentin mit der Option, die Ausbildung von Restauratoren in den Bereichen Metall und Textil aufzubauen. Sie erarbeitete Studientexte und schuf das Fundament für den praktischen Ausbildungsteil in den Restaurierungswerkstätten bedeutender Museen der DDR.
1982 bis 1984 absolvierte sie berufsbegleitend ein externes Studium der Kultur- und Kunstwissenschaft an der Humboldt-Universität zu Berlin bei Dietrich Mühlberg, Wolfgang Heise und Erwin Pracht. Nach dem politischen Umbruch und der Abwicklung des Museums für Deutsche Geschichte 1990/91 übernahm – auf Grund der persönlichen Initiative von Gisela Achterberg – die Fachhochschule für Wirtschaft und Technik (FHTW) den Studiengang Restaurierung und Konservierung/Grabungstechnik in das Studienprogramm. Dort lehrte sie bis 1999 freiberuflich das Fach „Künstlerische Grundlagen“. Achterberg lebte in Berlin.

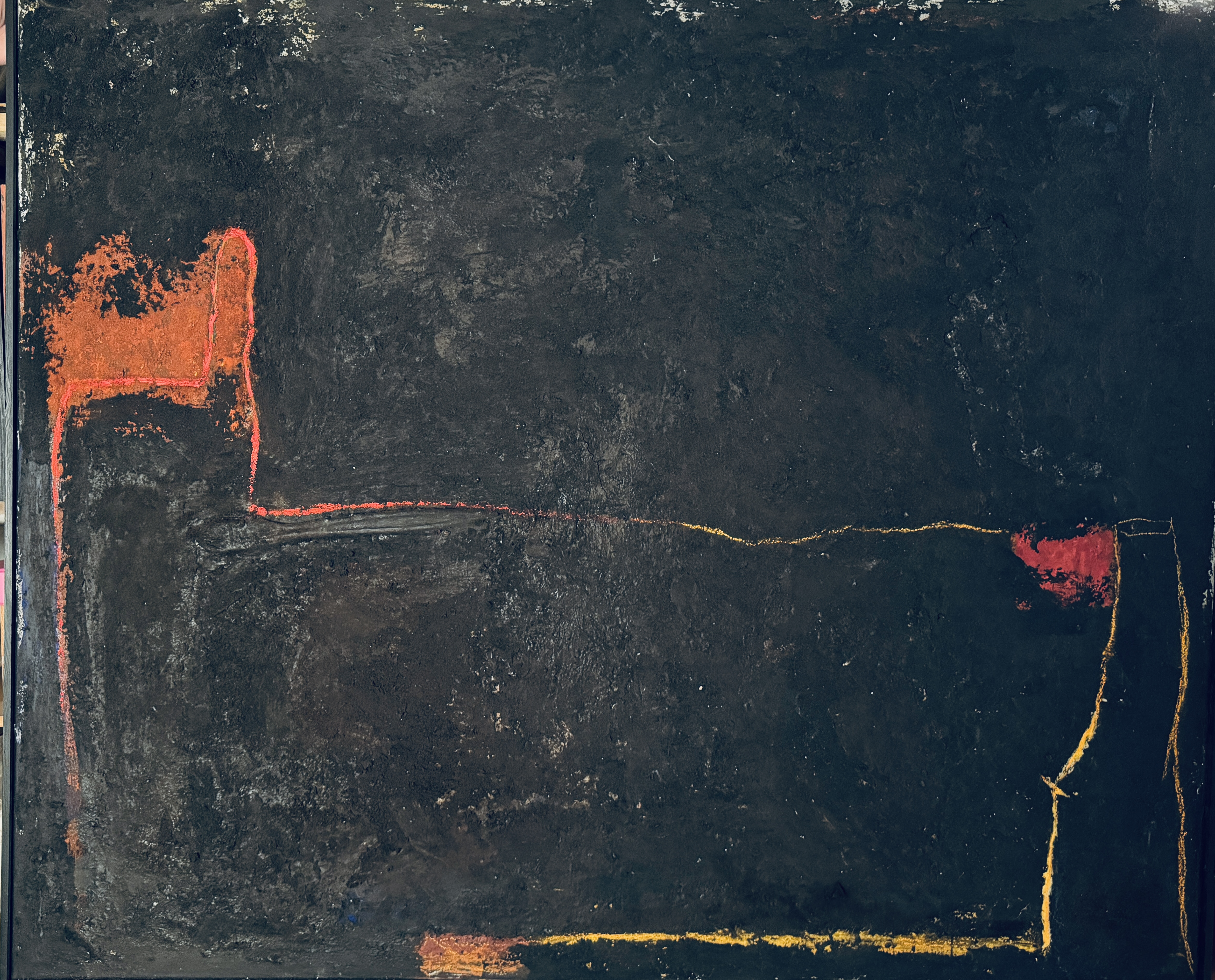
Transport von Rot 1993

## Künstlerisches Werk
Ihre künstlerischen Ambitionen und Fähigkeiten baute sie ab 1985 durch regelmäßige Studien in Malerei und Zeichnen bei Wulff Sailer, in Malerei und Grafik bei Dietrich Lusici und in angewandter Kunst bei Karl Hartwig aus. 1987 bis 1990 nahm sie an den Sommerakademien auf dem Kunsthof von Erika Stürmer-Alex in Lietzen teil, wobei das Arbeitsspektrum Malerei, Grafik, Collage und Plastik umfasste.
1990 wurde Gisela Achterberg in den Bundesverband Bildender Künstler (BBK) aufgenommen. Im gleichen Jahr gewährte ihr das Kulturamt Berlin-Köpenick ein Stipendium für die Teilnahme am Kunstcamp in Fignano, Italien, bei Volker Henze.

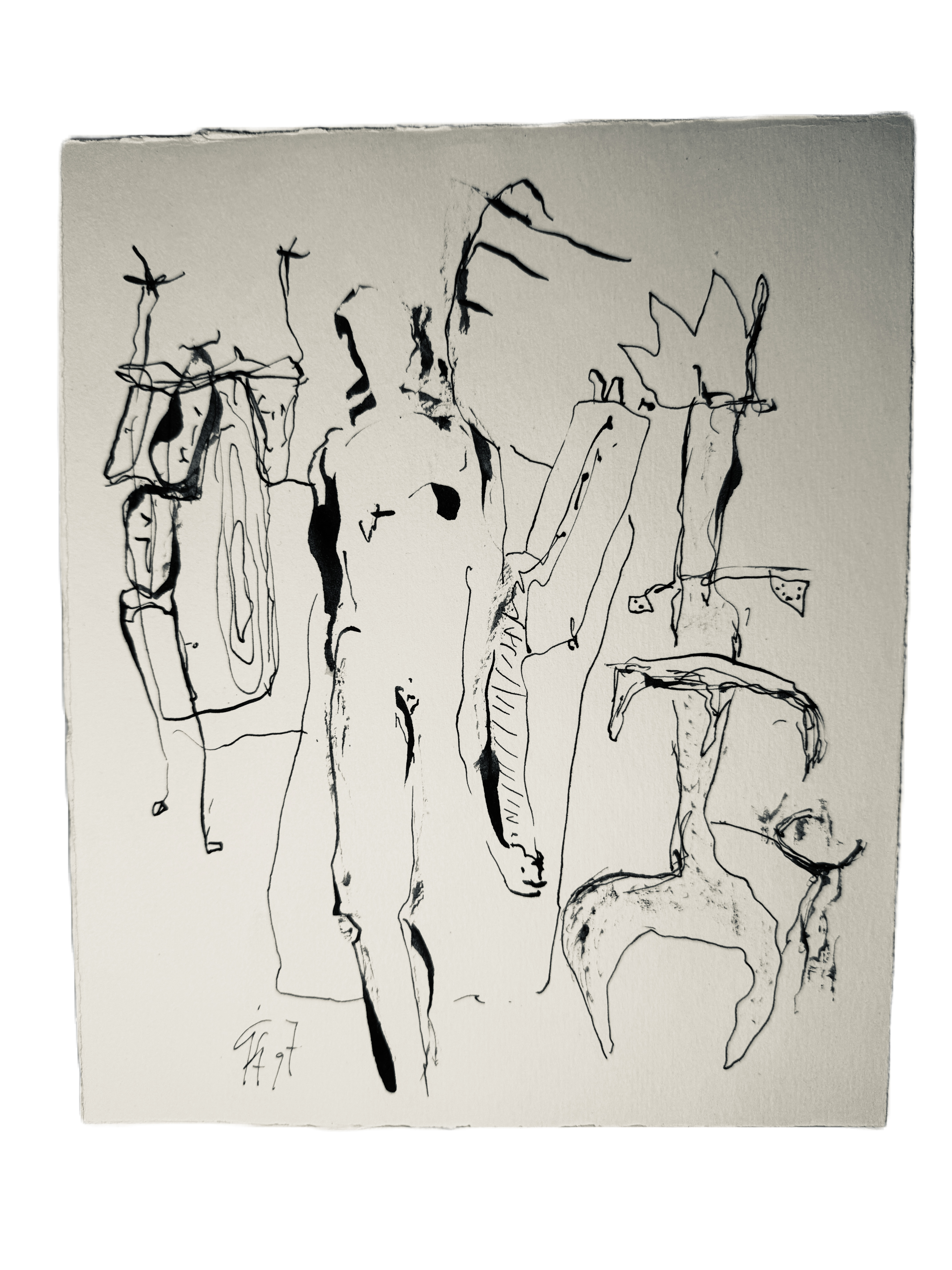
Zeichnung 1997

1995 restaurierte sie für die Kirche „Heilige Dreifaltigkeit“ zu Berlin alle vierzehn Stationen des Kreuzwegs. In den Jahren 1994 bis 1998 leitete sie eine künstlerische Lernwerkstatt für Erzieherinnen, die vom Europäischen Sozialfonds gefördert wurde.
Mit den 1990er Jahren begann eine Schaffensphase, die von einer regen Ausstellungstätigkeit sowie von Ankäufen ihrer Werke im In- und Ausland begleitet war. Es entstanden zahlreiche Leinwandbilder, Skulpturen, Collagen, Zeichnungen, Gouachen, Installationen, Buchübermalungen, assoziative Objekte aus Materialfragmenten sowie Arbeiten in Gemeinschaftsprojekten.

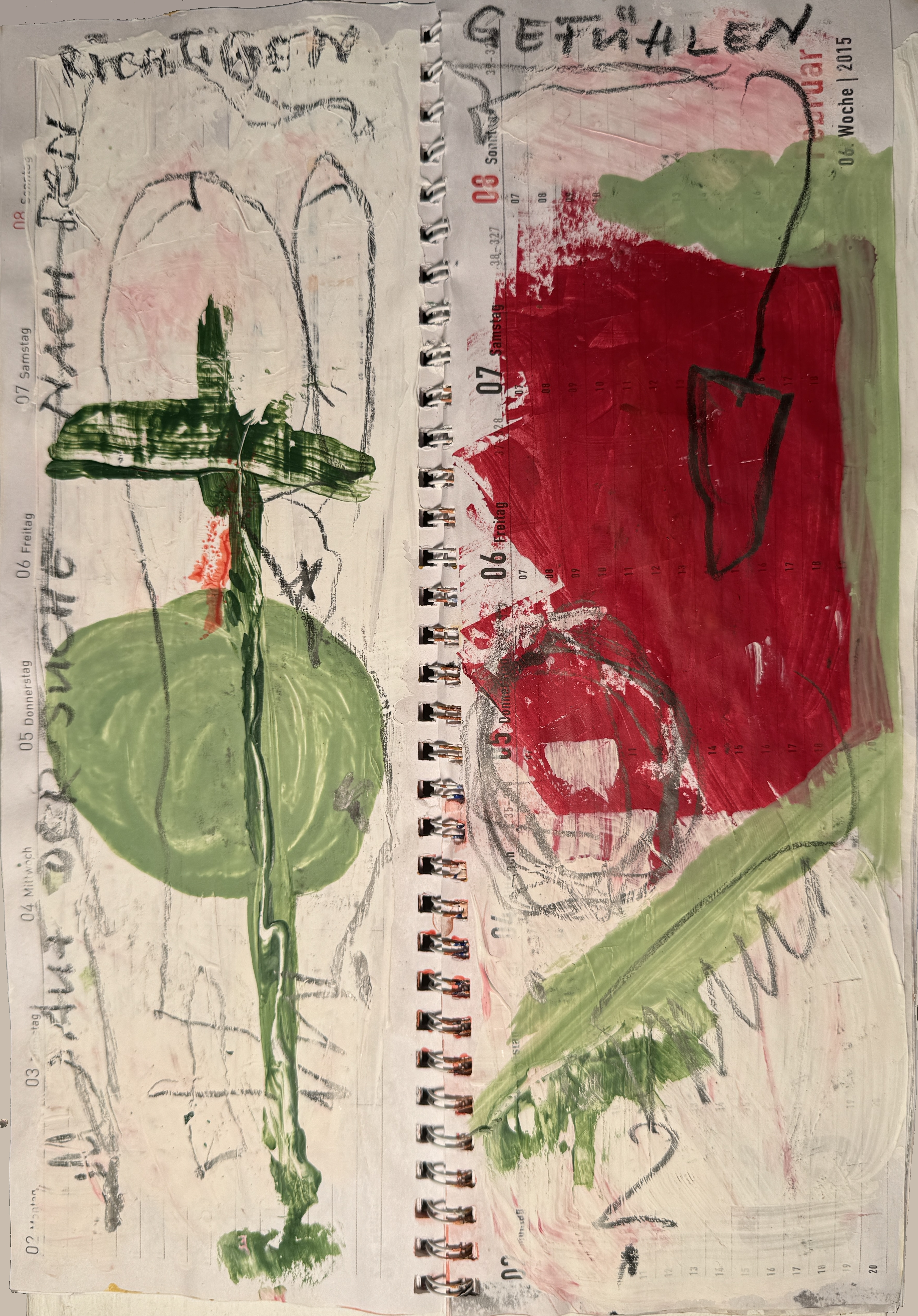
Kalenderübermalung 6. Woche 2015

Bevorzugte Arbeitsthemen waren sowohl bedeutsame persönliche Ereignisse als auch brisante gesellschaftliche Vorgänge, die mit Ernsthaftigkeit oder mit Humor bearbeitet wurden.

„[…] Nichts geschieht beiläufig, dafür jedoch spontan. Ihre dynamischen Neigungen zwingt sie in die Substanz ihrer Arbeitsmaterialien. […] Bildhäute wachsen, altern, werden abgetragen, neubenutzt, beklebt, verspachtelt, geritzt oder freigelegt. […]“

„[…] Die Malerin erlaubt sich alles, um dem Auszudrückenden so nah wie möglich zu kommen, bisweilen auch die Verwendung völlig unorthodoxer Malmittel: Sand, Asche, Erde, Späne und Pigmente in reiner Form und Farbe, gelegentlich schon mal mit Rotwein oder Kaffee vermalt. Das Bild wird so zu einer dynamischen, ungemein spannungsvollen Fläche von unterschiedlicher optischer und taktiler Beschaffenheit, die vom Betrachter gleichnishaft zur Dynamik der Welt, aber auch zu den Verletzungen der Einzelnen empfunden wird. […]“

Werke von Gisela Achterberg befinden sich in der Kunstsammlung der Stiftung KUNSTFORUM der Berliner Volksbank, in der Kunstsammlung der Bundesärztekammer, in der Christophoruskirche zu Berlin-Friedrichshagen, in der Kunstsammlung des Museums Bautzen sowie in Privatbesitz in Deutschland, Dänemark, Belgien, den Niederlanden und den USA.

### Einzelausstellungen (Auswahl)
- 1989: Galerie Wohnmaschine, Berlin
- 1991: Galerie Sulegaarden, Assens, Dänemark
- 1992: Galerie CÖP, Berlin
- 1992: Stadtmuseum Bautzen – Regionalmuseum der sächsischen Oberlausitz
- 1993: Galerie Berliner Straße, Nauen
- 1995: Galerie Grünstraße, Berlin
- 1996: Kunstdienst-Andacht Berliner Dom
- 1996: Galerie Profil, Weimar
- 1996: Galerie an der Schleuse, Woltersdorf
- 1997: Villa Oppenheim, Berlin
- 1999: Galerie Pictura, Groningen, Niederlande
- 2002: Galerie M, Berlin
- 2002: Galerie Möller, Warnemünde

### Ausstellungsbeteiligungen (Auswahl)
- 1981 bis 1990: jährliche Bezirksausstellungen, Berlin
- 1988: Galerie M, Berlin, mit Michael Augustinski
- 1990: GaDeWe – Galerie des Westens e.V., Bremen
- 1991: Galerie Alter Markt, Berlin
- 1994 und 1995: Freie Berliner Kunstausstellung (FBK)
- 1994: Galerie CÖP, Berlin, mit Christian Ewald
- 1994: Galerie M, Berlin, mit Sonja de Kort, Niederlande
- 1995: Galerie Alter Markt, Berlin
- 1995: Inselgalerie, Berlin
- 1998: Galerie Sulegaarden, Assens, Dänemark
- 1999: Riimfaxe Filosofgangen, Odense, Dänemark
- 1999: 3. Köpenicker Maisalon
- 2000: 4. Köpenicker Maisalon
- 2000: ZeitGalerie Friedrichshagen, Berlin
- 2001: Gedok Kunstforum Hamburg
- 2015: Sommerakademie, Berlin

### Ausstellungskataloge (Auswahl)
- Kulturamt Berlin-Köpenick(Hrsg.): Kunsthaltung. Köpenicker Künstler. Berlin 1991, S. 1.
- Stadtmuseum Bautzen (Hrsg.): Gisela Achterberg. Bautzen 1992.
- Gisela Achterberg: Gouachen und Objekte. Berlin 1992.
- Kulturamt Berlin-Köpenick (Hrsg.): Gisela Achterberg, Zeichnungen und Gemälde. Berlin 1994.
- Gisela Achterberg/Christian Ewald: BUCHerHALTUNG. Künstlerbücher, Buchobjekte, Installation. Berlin 1994.
- Kulturamt Berlin-Köpenick (Hrsg.): Künstlergruppe CÖP. Berlin 1995, S. 1.
- Bezirksamt Berlin-Steglitz (Hrsg.): Wort bild buch objekt. Berlin 1997, S. 9.
- Gisela Achterberg: Zeichnungen und Gemälde. Berlin 1997.
- Künstlergruppe Riimfaxe (Hrsg.): Morgenbild. Odense 1998, S. 30.
- Kunstlievend Genootschap Pictura (Hrsg.): Galerie Pictura. Groningen 1998, S. 3.
- Künstlergruppe Riimfaxe (Hrsg.): Galerie Sulegaarden. Odense 1999, S. 3.